# Estación de Aztlán (Metrorrey)
La estación del "Metro Aztlán" es una estación perteneciente a la línea 1 del sistema Metrorrey. Está localizada en la avenida homónima en los fraccionamientos Nueva Galicia y Aztlán. La estación se encuentra junto a una tienda de autoservicio Soriana, una clínica del IMSS y algunos otros comercios, la estación cuenta con facilidades para el acceso a personas con discapacidades.
Se le colocó el nombre de Aztlán a esta estación por el antiguo nombre de la calle donde está localizada, el logotipo es representado por la pirámide de Aztlán.
El significado de la palabra Aztlán es "lugar de la blancura" o "lugar de las Garzas" (del náhuatl azta = pájaros blancos + tlan (tli) = arraigado (lugar de origen)).